# Стефан Марков
 За българския художник вижте Стефан Марков (художник).  
Стефан Марков Колев е български участник в комунистическото съпротивително движение по време на Втората световна война. Партизанин от Партизански отряд „Август Попов“, военен деец, офицер.

## Биография

### Произход и младежки години
Стефан Марков е роден на 24 януари 1907 година в с. Въбел, Ескиджумайско. Като секретар на РМС в родното си село е многократно арестуван. Членува в БРП (т.с.) от 1929 година. Както споменава Митка Гръбчева в книгата си „В името на народа“, през 1940 – 1941 година е секретар на Красноселския районен комитет на партията в столицата.
Участва във въоръженото комунистическо движение по време на Втората световна война, за което е арестуван и интерниран в „Гонда вода“. През есента на 1943 година успява да избяга и като пълномощник на ЦК на БРП (к.) се отправя към родния си край. Партизанин от Партизански отряд „Август Попов“ и политкомисар на IX ВОЗ.

### Политическа кариера, 1944 – 1978
След 9 септември 1944 г. Марков е областен началник на милицията във Варна и член на Областния комитет на БРП (к.) от 21 ноември 1944 година. Служи в Българската армия като началник на политотдела на „Гранични войски“, заместник-началник на Военното училище във Велико Търново, началник на Военното издателство и началник на Главното управление по геодезия и картография. Присвоено му е военното звание полковник.
Заболява от тумор на мозъка през 1962 г. и е опериран няколко пъти. Умира през 1978 г. в София. Погребан е в Търговище.

## Награди
Награден е със званието Герой на социалистическия труд и Орден „Георги Димитров“ (1977).